# Pterolophia multituberculosa
Pterolophia multituberculosa är en skalbaggsart som beskrevs av Teocchi 1986. Pterolophia multituberculosa ingår i släktet Pterolophia och familjen långhorningar. Inga underarter finns listade i Catalogue of Life.